# 5-й корпус ППО (Третій Рейх)
5-й корпус ППО (нім. V. Flak-Korps) — корпус протиповітряної оборони Люфтваффе за часів Другої світової війни.

## Історія
V-й корпус ППО був сформований 20 жовтня 1944 в районі Будапешту з частин Командування Люфтваффе «Південний Схід».

## Райони бойових дій
- Угорщина (жовтень — грудень 1944);
- Австрія, Німеччина (грудень 1944 — травень 1945).

## Командування

### Командири
- генерал зенітних військ Отто Вільгельм фон Ренц (нім. Otto Wilhelm von Renz) (20 жовтня 1944 — 8 травня 1945).

## Бойовий склад 6-го корпусу ППО
Формування управління, забезпечення та підтримки
- V управління постачання (Korpsnachschubführer V);
- 105-та авіаційна рота зв'язку (Luftnachrichten Kompanie 105).

- 19-та зенітна дивізія (19. Flak Division);
- 20-та зенітна дивізія (20. Flak Division);
- 17-та зенітна бригада (17. Flak Brigade).

- 15-та зенітна дивізія (15. Flak Division);
- 19-та зенітна дивізія;
- 20-та зенітна дивізія;
- 17-та зенітна бригада.

- 24-та зенітна дивізія (24. Flak Division);
- 7-ма зенітна бригада (7. Flak Brigade).